# Liste der Kulturgüter in Bubikon
Die Liste der Kulturgüter in Bubikon enthält alle Objekte in der Gemeinde Bubikon im Kanton Zürich, die gemäss der Haager Konvention zum Schutz von Kulturgut bei bewaffneten Konflikten, dem Bundesgesetz vom 20. Juni 2014 über den Schutz der Kulturgüter bei bewaffneten Konflikten sowie der Verordnung vom 29. Oktober 2014 über den Schutz der Kulturgüter bei bewaffneten Konflikten unter Schutz stehen.
Objekte der Kategorien A und B sind vollständig in der Liste enthalten, Objekte der Kategorie C fehlen zurzeit (Stand: 1. Januar 2023). Unter übrige Baudenkmäler sind weitere geschützte Objekte zu finden, die im Verzeichnis der Objekte von überkommunaler Bedeutung der kantonalen Denkmalpflege zu finden und nicht bereits in der Liste der Kulturgüter enthalten sind.

## Kulturgüter
| Foto |                                                                                    | Objekt                                                                                    | Kat. | Typ | Standort                            | Beschreibung                                                           |
| ---- | ---------------------------------------------------------------------------------- | ----------------------------------------------------------------------------------------- | ---- | --- | ----------------------------------- | ---------------------------------------------------------------------- |
| ja   | Datei hochladen · Wikidata zu Johanniterkommende Bubikon, Schweiz (Q638821)        | Ritterhaus Bubikon, ehemalige Johanniterkomturei KGS-Nr.: 07411                           | A    | G   | Ritterhaus 31–37 705161 / 236034    | Umfasst Konvent, Bruderhäuser, Rittersaal, Kapelle und Ökonomiebauten. |
| ja   | Datei hochladen                                                                    | Ritterhaus, ehemalige mittelalterliche bis neuzeitliche Johanniterkomturei KGS-Nr.: 05435 | B    | F   | Ritterhaus 705168 / 236013          |                                                                        |
| ja   | Datei hochladen · Wikidata zu Barenberg, Wohnhaus (1707) mit Waschhaus (Q29932514) | Barenberg, Wohnhaus mit ehemaligem Waschhaus KGS-Nr.: 07412                               | B    | G   | Widerzellstrasse 36 704540 / 234427 |                                                                        |
| BW   | Datei hochladen · Wikidata zu Feldscheune Pösch (Q29932515)                        | Feldscheune Pösch KGS-Nr.: 12519                                                          | B    | G   | Bürgstrasse 14b, c 703727 / 235947  |                                                                        |

## Übrige Baudenkmäler
| ID              | Foto |                                                                      | Objekt                                             | Kat.    | Typ | Standort                                 | Beschreibung |
| --------------- | ---- | -------------------------------------------------------------------- | -------------------------------------------------- | ------- | --- | ---------------------------------------- | ------------ |
| 11200537        |      | Datei hochladen                                                      | Bauernwohnhaus                                     | C       | G   | Bürgstrasse 60 702804 / 235902           |              |
| 11200548        |      | Datei hochladen                                                      | Wohnhaus                                           | C       | G   | Bürgstrasse 704170 / 236010              |              |
| 11200567        | ja   | Datei hochladen                                                      | Ehemaliges Bauernhaus                              | C       | G   | Bürgstrasse 30 703509 / 235799           |              |
| 11200615        |      | Datei hochladen                                                      | Scheune, Gebäudeteil 1                             | B kant. | G   | bei Bürgstrasse 16 703798 / 235980       |              |
| 11200617        |      | Datei hochladen                                                      | Scheune, Gebäudeteil 2                             | B kant. | G   | bei Bürgstrasse 18 703807 / 235976       |              |
| 11200776        |      | Datei hochladen                                                      | Wohnhaus                                           | C       | G   | Rutschbergstrasse 2 704400 / 236242      |              |
| 11200771        | ja   | Datei hochladen                                                      | Gasthaus Löwen                                     | C       | G   | Wolfhauserstrasse 2 704433 / 236200      |              |
| 11200794        | ja   | Datei hochladen · Wikidata zu Reformierte Kirche Bubikon (Q55412506) | Reformierte Kirche                                 | B kant. | G   | Rutschbergstrasse 704298 / 236246        |              |
| 11200880        | ja   | Datei hochladen                                                      | Gemeindehaus, ehemaliges Pfarrhaus                 | C       | G   | Dorfstrasse 2 704435 / 236231            |              |
| 11201041        | ja   | Datei hochladen · Wikidata zu Bahnhof Bubikon (Q4982310)             | Bahnhof Bubikon, Aufnahmegebäude mit Güterschuppen | B reg.  | G   | Ritterhausstrasse 1 704741 / 236456      |              |
| 11201131        | ja   | Datei hochladen                                                      | Ehemalige Papierhülsenfabrik, Gebäude 1+2          | C       | G   | Sonnenweidstrasse 1 704733 / 236612      |              |
| 11201185        | ja   | Datei hochladen                                                      | Ritterhaus Bubikon, Neuhaus                        | B kant. | G   | Ritterhausstrasse 37 705142 / 236031     |              |
| 11201186        | ja   | Datei hochladen                                                      | Ritterhaus Bubikon, Altes Ordenshaus               | B kant. | G   | Ritterhausstrasse 35 705161 / 236034     |              |
| 11201186        | ja   | Datei hochladen                                                      | Ritterhaus Bubikon, Kapelle                        | B kant. | G   | Ritterhausstrasse 35 bei 705180 / 236026 |              |
| 11201186        | ja   | Datei hochladen                                                      | Ritterhaus Bubikon, Konventhaus                    | B kant. | G   | bei Ritterhausstrasse 35 705177 / 236009 |              |
| 11201186        | ja   | Datei hochladen                                                      | Ritterhaus Bubikon, Komturei / Rittersaal          | B kant. | G   | bei Ritterhausstrasse 35 705181 / 235982 |              |
| 11201186        | ja   | Datei hochladen                                                      | Ritterhaus Bubikon, Gesindehaus/Sennhaus           | B kant. | G   | Ritterhausstrasse 33 705166 / 235969     |              |
| 11201193        | ja   | Datei hochladen                                                      | Ritterhaus Bubikon, Wohnhaus (1907) mit Scheune    | B kant. | G   | Ritterhausstrasse 31 705088 / 235989     |              |
| 11201230        | ja   | Datei hochladen                                                      | Badgasthof, Wohnhaus mit Restaurant                | B reg.  | G   | Kämmoos 705287 / 235432                  |              |
| 11201250        | ja   | Datei hochladen                                                      | Bauernwohnhaus                                     | B reg.  | G   | Vorderer Dienstbach 704768 / 235789      |              |
| 11201370        | ja   | Datei hochladen                                                      | Hof Widerzell, Scheune                             | B reg.  | G   | Widerzell 704203 / 234660                |              |
| 11201374        | ja   | Datei hochladen                                                      | Hof Widerzell, Waschhaus                           | B reg.  | G   | Widerzell 704214 / 234629                |              |
| 11201376        | ja   | Datei hochladen                                                      | Hof Widerzell, Bauernwohnhaus                      | B reg.  | G   | Widerzell 704218 / 234613                |              |
| 11201392        |      | Datei hochladen                                                      | Hof Barenberg, Waschhaus/Scheune                   | B       | G   | Barenberg 704514 / 234376                |              |
| 11201416        | ja   | Datei hochladen                                                      | Alter Speicher                                     | C       | G   | bei Barenbergstrasse 80 704658 / 234249  |              |
| 11201417        | ja   | Datei hochladen                                                      | Bauernwohnhaus                                     | C       | G   | Barenbergstrasse 80 704665 / 234235      |              |
| 112Brunnen00001 | ja   | Datei hochladen                                                      | Ritterhaus Bubikon, Johanniterbrunnen              | B kant. | K   | bei Ritterhausstrasse 35 705155 / 235991 |              |
| 112ALT01192     | ja   | Datei hochladen                                                      | Ritterhaus Bubikon, Scheune (1892) mit Wohnhaus    | B kant. | G   | bei Ritterhausstrasse 31 705125 / 235979 |              |

Legende: Im Wesentlichen siehe Legende der Liste der Kulturgüter von nationaler und regionaler Bedeutung, mit folgenden Ausnahmen:
- Anstelle der KGS-Nummer wird als Objekt-Identifikator (ID) die Inventarnummer im Verzeichnis der Objekte von überkommunaler Bedeutung des kantonalen Denkmalschutzamtes verwendet.
- Bei den Kategorien wird wie folgt unterschieden: B kant. = Objekt von kantonaler Bedeutung (Kanton Zürich); B reg. = Objekt von regionaler Bedeutung (Kanton Zürich).